# Zhar
Het koninkrijk van Zhar is een fictief land uit de stripserie Thorgal van de Belgische scenarist Jean Van Hamme en de Poolse tekenaar Grzegorz Rosiński. Onder de bevolking heerst de blauwe ziekte.  

## Ligging en geografie
Het koninkrijk ligt ver verwijderd van de rest van de wereld, tien dagen varen van het eiland Onze grond. 
Zhar beschikt over een vochtig en heet klimaat. De kust bestaat uit een brede strook mangrovebossen die verder land inwaarts overgaat in oerwouden. Naar het binnenland toe wordt het landschap bergachtiger en het klimaat geleidelijk droger, de oerwouden gaan over in savannen en eindigt in een woestijn. Het land wordt doorsneden door een grote rivier. 

## Bevolking
In het verzwolgen woud, de moerassen van de mangrovebossen wonen de Myrms, een de dwergvolk dat zich schuldig maakt aan piraterij en kannibalisme. Gedurende de tijd dat Thorgal in Zhar verbleef woedde onder de bevolking een epidemie en maakte de blauwe ziekte veel slachtoffers. De ziekte werd verspreid door ratten. Iedereen die besmet raakte, met uitzondering van de Myrms, ging er aan dood. De Myrms bleken immuun.  